# Недељко Јовановић (војник)
Недељко (Вујице) Јовановић (Блаце, ? — Солунски фронт, 5. новембар 1916) био је српски војник. Носилац је Карађорђеве звезде са мачевима.

## Биографија
Рођен је од мајке Сребре и оца Вујице. Потиче из угледне породице Јовановића – Јозића из села Гргуре, сада општина Блаце. У Првом балканском рату 1912. године, Недељко је рањен. Његов брат Аранђел је исте године погинуо. Други брат Живојин погинуо је за време Топличког устанка 1917. године. Недељко је погинуо на Солунском фронту 5. новембра 1916. године, на коти 1212, коа борац 3. чете 2. батаљона Гвозденог пука. Јунак са Црне Реке, бомбаш са Чука и коте 1212, редов Јовановић је за показано јунаштво посмртно одликован Сребрном Карађорђевом звездом са мачевима.
Са супругом Стаменом имао је синове Радољуба-Доду и Радоша-Сељу. Његов син Радош завршио је студије у Француској, био је организатор устанка 1941. године у Топлици, министар у Влади Србије, народни посланик и амбасадор и најкрупнија политичка фигура у Топлици после Другог светског рата.